# The Queen
The Queen은 대한민국 가수 손담비의 세 번째 EP 음반이다. 2010년 6월 25일 손담비의 공식 사이트를 통하여 처음으로 컴백을 예고하였으며 7월 2일에 수록곡중 하나인 "Can`t U See"를 선공개하여 관심을 모았고, 음원 사이트 상위권에 진입하였다.
이후 7월 8일 음반을 발매하고 타이틀곡 "queen"을 공개하려고 하였지만 음악 사이트의 실수로 하루전 The Queen 의 모든 수록곡이 유출되는 사고가 일어나기도 하였다. 이후 타이틀곡을 공개한뒤, 음악프로그램에서 컴백을 하였다.또한 "queen"을 공개하자마자 각종 음악 사이트에서 1위를 차지하며 인기를 모았고, 뮤직비디오 또한 실시간 시청순위에 1순위를 차지하였다. 타이틀곡 활동이 끝난 후 "dB Rider"를 새로 편곡하여 디지털 싱글로 발매해 후속곡 활동을 한다.

## 발매
손담비는 본래 2010년 5월 컴백할 예정이였으나, 같은 소속사 그룹인 애프터스쿨이 천안함 침몰 사건으로 인하여 활동을 제대로 하지 못해 활동이 미뤄졌다. 한달 뒤인 2010년 6월 25일 손담비는 공식 사이트를 통해 컴백을 알렸다. 다음 날, 29일에는 새 음반의 재킷을 공개하였는데, 유럽의 귀부인 분위기를 연출하였다. 7월 2일에는 The Queen에 수록곡 중 "Can't u see"의 음원의 공개와 동시에 티저 뮤비를 공개하였는데, 일명 '그림자 댄스'로 관심을 모아 공식사이트는 서버 다운이 됐을 정도였고, 음원 사이트 상위권에 진입하였다.
손담비는 8일에 타이틀곡을 공개하고 음반을 발매할 예정이였는데, 발매 하루 전 7일 1시간동안 전곡이 유출되는 사고가 일어나기도 하였다. 8일에는 타이틀곡인 "queen"을 공개하여 각종 음원사이트 실시간차트 1위를 차지하였고, 실시간 뮤직비디오 차트에서도 1위를 차지하는등 큰 관심을 받았다. 이후 7월 9일 뮤직뱅크를 시작으로 음악중심, 인기가요에서 "Can't u see" 와 "queen"을 선보이며 화려한 컴백을 하였다.

## 사건 및 사고
손담비는 본래 EP 3집 The Queen은 8일 발매와 동시에 공개될 예정이였지만, 음악 전문 사이트의 실수로 인하여 7일 오후 4시부터 한시간가량 EP 3집의 모든 수록곡들이 공개되어 P2P 사이트등을 통하여 퍼져나가 손담비는 큰 충격을 받았다고 소속사 플레디스 엔터테인먼트 측은 전하였고, 법적 대응 조치까지 취할 생각도 있다며 이같이 밝혔다. 이 후, 8일 뮤직비디오를 공개하였는데 높은 조회수와 동시에 많은 관심을 받았으나 다음날인 9일, 뮤직비디오를 공개하자마자 인터넷 커뮤니티 사이트의 네티즌들에 따르면 2009년 방영된 미국의 드라마 《앨리스》(Alice)와 일치한다며 표절 의혹에 시달렸고, 비난 글들이 잇달아 올라오기도 하였다. 이에 따라 플레디스 엔터테인먼트 측은 "표절 여부를 떠나 오해의 소지가 있는 장면에 대해 삭제 결정을 내렸다"라고 밝히며 뮤직비디오 제작사와 감독에 강력한 항의를 하였으며, 수정요청을 하였다고 밝혀 대응하였다. 한편 음악프로그램에 컴백한 뒤에 실시간 검색어에서 1위를 하는 등 큰 관심이 쏠렸지만 "Queen"의 무대를 MR제거된 동영상이 나오며 네티즌들은 손담비에 대하여 가창력에 대한 질타를 받았다. 실시간 검색어에서 MR 제거는 1위에 오르기도 하였다.

## 특징

### queen
이번 음반의 타이틀곡인 "queen"은 피아노 선율로 시작되는 일렉트로 록 스타일의 곡으로 손담비만의 스타일의 곡이다. 또한, 뮤직비디오는 세련된 리듬에 맞추어 판타지스럽고, 몽환적인 분위기에 맞추어 세련된 스타일의 뮤직비디오를 선보였다.
안무에서는 후렴구 부분의 '모두 다 이뤄져라 아틸리싸이’라는 가사중에서 일명 '큐브춤'으로 수차례 안무 수정을 통하여 중독성이 있고, 대중들도 쉽게 따라할 수 있다. 이전의 '의자 춤', '하늘 찌르기춤' 등의 명성을 이어 나가며 큰 인기를 얻었다. 한편 9월 24일 MBC 추석특집 스타댄스 대격돌에서 대한민국의 가수 아이유가 "queen"을 공연해 검색어에 오르는 등 큰 화젯거리가 되었었다.

### 그 외 곡
7월 2일 선공개한 4번 트랙의 알앤비곡 "CAN'T U SEE"는 배진렬의 곡으로 세련된 미디엄 템포로 기존의 손담비 이미지와는 많이 달랐다.또한 안무중 '그림자 춤'으로 화제를 모으기도 하였으며, 3번 트랙 'BEAT UP BY A GIRL'은 애프터스쿨 리더 가희가 가사를 작성하였다. 1번 트랙의 "dB Rider"는 손담비의 후속곡으로 결정돼 재 편곡하여 라이더 컨셉으로 활동하였었다.

## 수록곡
| #  | 제목                    | 작사 | 재생 시간 |
| -- | ----------------------- | ---- | --------- |
| 1. | 〈dB Rider〉            |      |           |
| 2. | 〈queen〉               |      |           |
| 3. | 〈Beat up by a girl〉   | 가희 |           |
| 4. | 〈Can`t U See〉         |      |           |
| 5. | 〈Super Duper〉         |      |           |
| 6. | 〈queen (Inst.)〉       |      |           |
| 7. | 〈Can`t U see (Inst.)〉 |      |           |

## 차트
| 차트 (2010)          | 최고 순위 |
| -------------------- | --------- |
| 가온 디지털 종합차트 | 3         |
| 가온 모바일 차트     | 3         |
| 가온 온라인 차트     | 3         |
| 뮤직뱅크 K-차트      | 3         |

### 연말 차트
| 차트 (2010)           | 최고 순위 |
| --------------------- | --------- |
| 가온 디지털 종합 차트 | 46        |